# Ромус Берґін
Ромус Вальтон Берґін (13 серпня 1922) — 6 квітня 2019) — американський морпіх і письменник.

## Життєпис
Берґін народився у сім'ї Джозефа Гармона Берґіна і Б'юли Мей Берґін у Джеветт, штат Техас. Під час Другої Світової війни 13 листопада 1942 року він вступив в корпус морської піхоти США і був призначений до 9-го батальйону поповнення. Незабаром він став мінометником в роті «K» 3-го батальйону, 5-го полку морської піхоти, 1-ї дивізії корпусу морської піхоти (K-3-5), і воював в Тихоокеанській війні на мисі Глостер, а потім разом зі своїм другом, Юджином Следжем, на Пелеліу, і Окінава. Берґін був підвищений до звання сержанта при взятті Окінави.
Берґін є автором мемуарів Острів проклятих (з Вільямом Марвел). Він був нагороджений бронзовою зіркою за свої дії в битві за Окінаву 2 травня 1945 року, коли він знищив Японський кулеметний розрахунок, який скував його роту. Він також мав бути нагороджений «срібною зіркою» капітаном Холдейном (Ack-Ack) за взяття доту на Пелеліу, але Холдейн був убитий снайперським пострілом, перш ніж він зміг зробити це. Берґін був поранений 20 травня й отримав Пурпурове серце. Він повернувся до своєї роти, провівши 20 днів у польовому шпиталі і залишався з ними під час битви.
У той час як він був у Мельбурні, Ромус познайомився і потім одружився з австралійською дівчиною на ім'я Флоренція Райзлі в Далласі 29 січня, 1947. Після війни він пішов працювати в поштове відділення США. Берґін і його дружина мали чотирьох дочок. Станом на 2010 рік він живе у Ланкастері, штат Техас.
Берґінів молодший брат Джозеф Делтон («Джо» або «Дж. Д.») (24 березня 1926 — 17 лютого 1945) приєднався до армії Сполучених Штатів, змінивши рік народження з 1926 на 1925, і був відправлений в Європу, як вояк роти «C», 274-го стрілецького полку, 70-ї стрілецької дивізії («Першопрохідці»). Джозеф помер в Ельзас-Лотарингії 17 лютого 1945 року, коли він був убитий артилерійським вогнем, недалеко від річки Саар і міста Форбак, оскільки вони рухалися на схід у напрямку Саарбрюккен на іншій стороні річки, як частина натиску проти лінії Зігфріда. Він похований на Сардинському кладовищі поруч із батьками.
Ромус зображується в серіалі каналу НВО Тихий океан, де його роль виконує Мартін Макканн. Берґін з'являється в документальних вставках у міні-серіалі.